# Bucket Brigade Device
Un bucket brigade o bucket-brigade device (BBD) è una linea di ritardo analogica, sviluppata nel 1969 da F. Sangster e K. Teer dei Philips Research Labs. Consiste in una serie di sezioni capacitive da C0 a Cn. Il segnale analogico memorizzato viene spostato lungo la linea di condensatori, un passo alla volta in funzione di un segnale di riferimento prodotto esternamente al chip.  
Nella maggior parte delle applicazioni di elaborazione di segnale, i BBD sono stati sostituiti da dispositivi che usano l'elaborazione digitale, manipolando i campioni in tale forma. I BBD sono comunque ancora utilizzati in applicazioni particolari, come gli effetti per chitarra. 
Il nome deriva dall'analogia con una fila di persone che si passano secchielli con l'acqua.
Nonostante si tratti di dispositivi analogici, essi sono di fatto discreti nel dominio del tempo e pertanto sono limitati dal teorema di Nyquist-Shannon; sia l'ingresso che l'uscita sono generalmente trattate con un filtro passa-basso: l'ingresso viene limitato in frequenza per evitare problemi di aliasing, mentre l'uscita è filtrata in un passa-basso per favorire la ricostruzione del segnale (Passa-basso impiegato come approssimazione all'interpolazione Whittaker–Shannon.)